# Sentenac-de-Sérou
Sentenac-de-Sérou ist eine französische Gemeinde mit 47 Einwohnern (Stand 1. Januar 2022) im Département Ariège in der Region Okzitanien. Sie gehört zum Kanton Couserans Est und zum Arrondissement Saint-Girons. 
Sie grenzt im Westen und im Nordwesten an Esplas-de-Sérou, im Nordosten an Montagagne, im Südosten an Le Bosc und im Süden an Boussenac.

## Bevölkerungsentwicklung

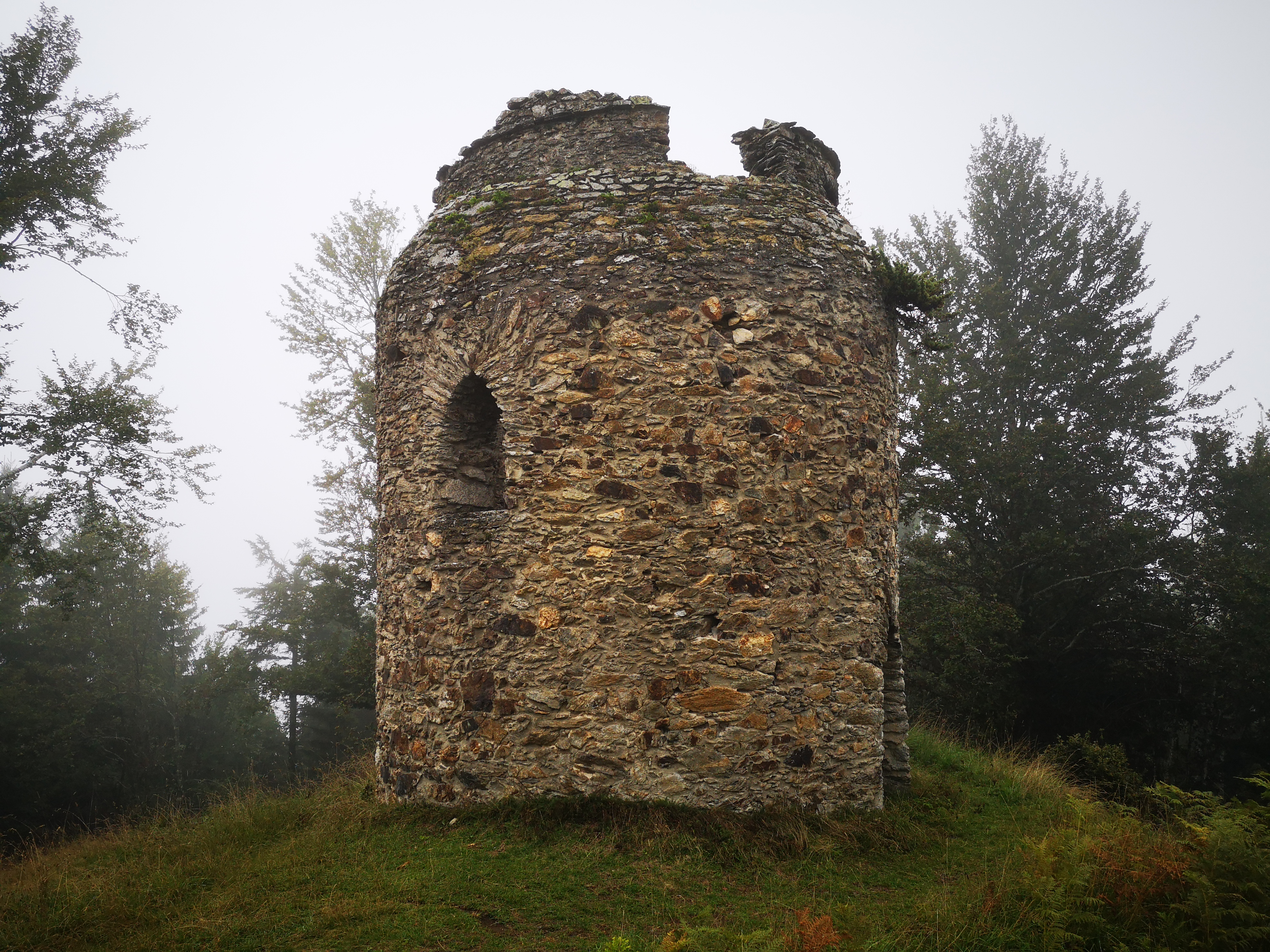
Die Turmruine Tour Laffont

| Jahr                       | 1962 | 1968 | 1975 | 1982 | 1990 | 1999 | 2008 | 2015 |
| -------------------------- | ---- | ---- | ---- | ---- | ---- | ---- | ---- | ---- |
| Einwohner                  | 42   | 22   | 37   | 40   | 25   | 41   | 35   | 47   |
| Quellen: Cassini und INSEE |      |      |      |      |      |      |      |      |